# Sarothrura ayresi
La polluela especulada (Sarothrura ayresi) es una especie de ave gruiforme de la familia Rallidae que vive en África. Su nombre científico conmemora al ornitólogo sudafricano Thomas Ayres, que la descubrió en Potchefstroom.

## Descripción

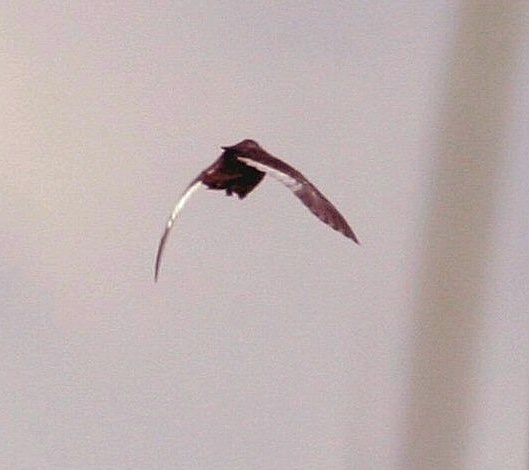
Ejemplar en Mpumalanga, Sudáfrica.

Se parece al resto de componentes del género, pero ambos sexos tienen plumajes de tonos apagados y píleos oscuros. En vuelo los dos sexos muestran llamativas plumas secundarias blancas, una característica que comparte solo con los miembros del género Coturnicops.

## Distribución y hábitat
La especie presenta un área de distribución disjunta, estando presente solo en Etiopía y Sudáfrica. Los únicos registros de cría son de las marisma de los altiplanos de Etiopía. Está muy localizada y aparentemente solo se produce en verano en los humedales al sur del ecuador. Se sabe que las poblaciones de norte y del sur son distintas, aunque su apariencia física externa es idéntica. En cualquiera de sus regiones no son sedentarias, y se desplazan cuando las condiciones no son favorables.
Los emplazamientos de Etiopía están en los humedales del valle de Suluta, Berga y Wersebi cerca de Addis Ababa. Se descubrió por primera vez la cría en los humedales de Berga en 1997. La cría está confirmada en Wersebi y el río Bilacha, cerca de Berga, que podría ser el emplazamiento principal. En Sudáfrica son una especie regular en las marismas de Dullstroom y Wakkerstroom.
Su hábitat natural son los pantanos y las marismas estacionales y los herbazales de regiones altas. La especie está amenazada por la pérdida del hábitat]].